# All My Love (Coldplay)
All My Love è un singolo del gruppo musicale britannico Coldplay, pubblicato il 4 ottobre 2024 come terzo estratto dal decimo album in studio Moon Music.
Il singolo è stato inoltre annunciato come l'ultimo nella carriera del gruppo secondo quanto dichiarato dal frontman Chris Martin.

## Antefatti
Il 9 giugno 2024, durante lo spettacolo del Music of the Spheres World Tour allo Stadio olimpico Spyros Louīs di Atene in Grecia, la band ha eseguito un'anteprima di All My Love come transizione musicale di Biutyful. La canzone e annunciata come singolo finale del loro decimo album in studio Moon Music e della loro intera carriera da Chris Martin in un'intervista a Rolling Stone:

## Descrizione
All My Love è stato scritto dai membri della band insieme a John Metcalfe e prodotto da Max Martin, Oscar Holter, Bill Rahko, Daniel Green, Michael Ilbert e Ilya Salmanzadeh. La canzone vede anche la partecipazione del figlio di Chris Martin e Gwyneth Paltrow, Moses Martin, in qualità di autore. La canzone è stata descritta come una ballata al pianoforte con sonorità beatlesiane.

## Video musicale
Il 4 ottobre 2024, insieme al singolo, è stato reso disponibile un lyric video girato su iPhone e diretto da Chris Candy. Il video ha come protagonista Nigel Crisp, alter ego di Chris Martin.
Il video musicale ufficiale, che ha come protagonista l'attore americano Dick Van Dyke, è stato pubblicato il 6 dicembre, mentre una versione più breve è stata pubblicata il 13 dicembre per il 99° compleanno di Van Dyke. Le scene sono state girate da Spike Jonze e Mary Wigmore nella sua casa di Malibu.

## Tracce
Testi e musiche di Guy Berryman, Jonny Buckland, Will Champion, Chris Martin, John Metcalfe, Moses Martin, Max Martin, Oscar Holter, Bill Rahko, Daniel Green, Michael Ilbert e Ilya Salmanzadeh.
Download digitale
1. All My Love – 3:42

7"
- Lato A

1. All My Love – 3:42

- Lato B

1. The Karate Kid – 2:55

## Classifiche
| Classifica (2024-25) | Posizione massima |
| -------------------- | ----------------- |
| Irlanda              | 42                |
| Islanda              | 31                |
| Paesi Bassi          | 90                |
| Portogallo           | 139               |
| Regno Unito          | 43                |
| Svezia               | 46                |
| Svizzera             | 49                |